# Ladislav Kudrna
Ladislav Kudrna (* 10. leden 1977 v Hradci Králové) je bývalý český hokejový brankář.

## Kariéra
S hokejem začínal v mateřském klubu HC Stadion Hradec Králové, kde prošel všemi mládežnickými družstvy. V mužském hokeji debutoval v dresu mateřského klubu již v 16 letech v 1. lize. V roce 1995 přestoupil do extraligové HC Slavia Praha. Do roku 2002 nastupoval v ELH ještě za mužstva HC Dukla Jihlava a HC Znojemští Orli. Poté až do roku 2012 hrál nejvyšší soutěže ve Velké Británii, Francii a Rumunsku. Po návratu zpět do Hradce Králové hrál v sezóně 2013/14 v krajské lize za východočeský HC WIKOV Hronov.

## Příbuzní
Jeho starší bratr je bývalý český hokejový útočník Jaroslav Kudrna.

## Odehrané sezóny
- 1994/95 HC Lev Hradec Králové – junioři (ELJ), muži (1. liga)
- 1995/96 HC Lev Hradec Králové – junioři (ELJ), (1. liga)
- 1995/96 HC Slavia Praha – junioři (ELJ), (ELH)
- 1996/97 HC Slavia Praha – junioři (ELJ), (ELH)
- 1997/98 HC Dukla Jihlava – (ELH)
- 1998/99 HC Znojemští Orli – (ELH)
- 1999/00 HC Znojemští Orli – (ELH)
- 2000/01 HC Znojemští Orli – (ELH)
- 2001/02 HC Znojemští Orli – (ELH)
- 2002/03 Edinburgh Capitals – (EIHL)
- 2003/04 Edinburgh Capitals – (EIHL)
- 2004/05 Hull Stingrays – (EIHL), Nottingham Panthers – (EIHL)
- 2005/06 London Racers – (EIHL)
- 2006/07 Newcastle Vipers – (EIHL), Hockey Club de Caen – (Ligue Magnus)
- 2007/08 Hull Stingrays – (EIHL)
- 2008/09 Swindon Wildcats – (EIHL)
- 2009/10 ASC Corona Brasov – (LNH)
- 2010/11 Dundee Stars – (EIHL)
- 2013/14 HC WIKOV Hronov – (Hradecká KLM)

## Reprezentace
- 1995 – 5. místo ME Juniorů, Německo
- 1997 – 4. místo MS Juniorů, Švýcarsko